# A954 Zeemeeuw (schip, 1971)
De A954 Zeemeeuw is een Belgische zeesleper van de Belgische marine.
Van 1971 tot 1981 was het schip in dienst voor het Bestuur van het Zeewezen en van de Binnenvaart, sinds 1981 vaart het voor de zeemacht.